# Ancyloscelis apiformis
Ancyloscelis apiformis là một loài Hymenoptera trong họ Apidae. Loài này được Fabricius mô tả khoa học năm 1793.

## Hình ảnh

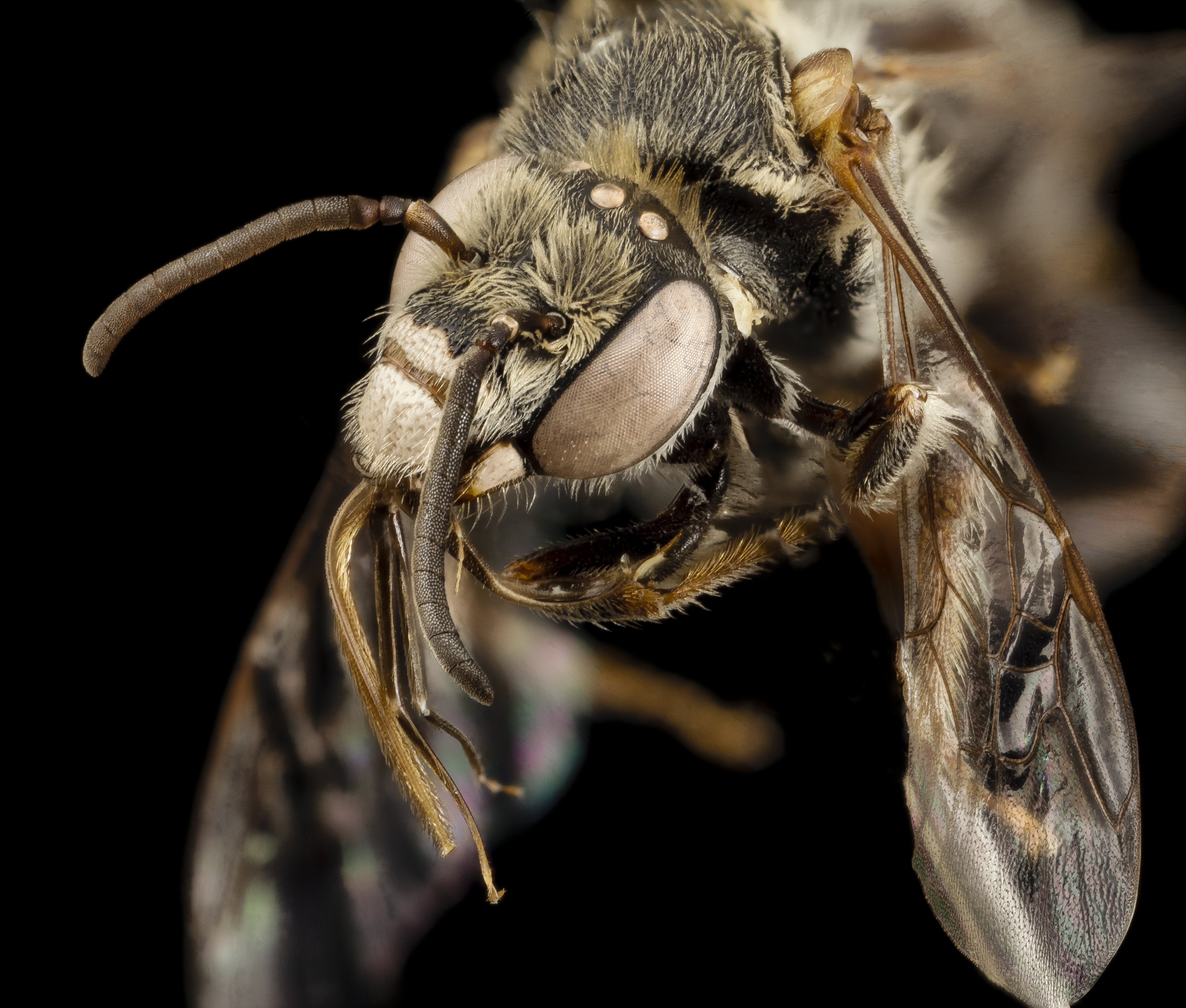